# Moreaua rhynchosporae
Moreaua rhynchosporae är en svampart som först beskrevs av Henn., och fick sitt nu gällande namn av Vánky 2000. Moreaua rhynchosporae ingår i släktet Moreaua och familjen Anthracoideaceae.   Inga underarter finns listade i Catalogue of Life.